# Alstonia lenormandii
Alstonia lenormandii är en oleanderväxtart som beskrevs av Heurck, Müll. Arg.. Alstonia lenormandii ingår i släktet Alstonia och familjen oleanderväxter.
Arten är uppkallad efter den franske botanikern Sébastien René Lenormand.

## Underarter
Arten delas in i följande underarter:
- A. l. comptonii
- A. l. minutifolia